# Иготкино
И́готкино (шёшк. южносельк. Тёгур (значение неизвестно), Та́кки ет — «низовская деревня») — исчезнувшая деревня в Колпашевском районе Томской области. На момент упразднения входила в состав Новогоренского сельсовета. Упразднена в 1972 году.

## География
Деревня располагалась на 1280 км правого берега реки Обь, на низком водотопном месте напротив острова Тяголовский, в 14,5 км (по прямой) к северо-западу от деревни Новогорное. На картах XX в. отмечается Иготкинский яр.
Вот как вспоминает месторасположение своего родного посёлка — юрт Иготкиных — селькуп Владимир Кузьмич Киргеев:
Деревню разделял глубокий овраг-поло́й, соединённый с руслом Оби. Сама природа сотворила бухту для обласков и лодок. За деревней, по самому берегу, вразброс стояли вётлы, из которых остяки делали обласки. Между ними к небу тянулись молодые тополя… За лесом зеленели луга, прорезанные протоками и озёрами, в которых кипела вода от разной живности. В иных озёрах было столько карася, что за ночь одной сетью добывали по центнеру. А чебака да щуки в протоках! На них и сетей не ставили, ловили таурами [котцами], в которых рыба гуляла, как в садке. На луговых озёрах день и ночь стоял утиный гомон и шум. Словом, умели наши предки выбирать места, чтобы легче жилось и самим, и потомкам.Киргеев В.К. История деревни Иготкиной. –
Северная книга. – Томск, 1993. – C.16
А. Ф. Плотников, делая в 1901 г. описания отдельных южноселькупских поселений, в ряде случаев помечал, что, например, юрты Иготкины «стоят на втором месте; прежние находились в трёх верстах от нынешнего селения».

## Название
Впервые Иготкины юрты (Игиткины юрты), записанные на по-остяцки Igiten-et, встречаются в исследовании Г.Ф. Миллера. Расположены юрты Иготкины, по материалам Г. Ф. Миллера, на западном берегу, в 6 верстах от предыдущей деревни. Имеет 7 юрт, относящихся к той же волости, граничащие с юга с Иванкино.
На южноселькупском языке, по материалам Э.Г. Беккер, название д. Иготкино записано как И́гитэн-йет и Тӧ́гар.
Карой Папаи в 1888 г. записал название д. Иготкино Takki-jet — «деревня на низовье».

## История
Исторический населённый пункт южных селькупов (группа шёшкуп). В южноселькупском ареале выделяются отдельные поселения и сгустки поселений, где в разные годы происходила концентрация селькупского населения (особенно значительная в середине XIX в.), на Оби между устьями Кети это юрты Иванкины — Инкины — Чаршины — Теголовы — Иготкины. До 1930-х гг., т. е. до массовой ссылки в Нарымский край и массовых русско-селькупских брачных предпочтений, выделенные посёлки-юрты действительно были местом концентрации селькупской этничности, куда стремились вернуться после многолетних миграционных передвижений по просторам Нарымского края те, кто в них родился.
Входило в Нижне-Тогурскую инородческую волость.
Вблизи юрт находятся два больших кургана, в которых, по преданию, похоронены богатыри племени, павшие в битве, но с кем именно и когда — инородцы сказать не могут.Плотников А.Ф. Нарымский край. СПб., 1901. С. 150.

### Возникновение деревни
Современные информанты этнографов сообщают о юртах Иготкиных как относительно молодом посёлке (сер. XIX в.), жители которого помнили об основателе его Иготке как о современнике их дедов и прадедов. О возникновении во второй половине XIX в. юрт Иготкиных бывшие их жители — М. Ф. Тобольжина и В. К. Киргеев — вспоминали, что основателем был остяк Иготка:
Когда нашёл Иготка подходящее место для житья, то в тот момент увидел в небе колесницу, а в ней мужика с рогатиной. Несётся эта колесница мимо и кричит стоящий в ней мужик: «Ты чего пришёл сюда?». «Жить пришёл», – отвечает Иготка. Я тебе дам богатство, ты богатый будешь, – пообещал мужик в колеснице, – озеро видишь?» И сбросил он с колесницы бочонок будто бы с золотом. Старик не поверил, решил, что ему привиделось. Семью выгрузил из лодки на берег, начал карамо строить, начал жить. Из Тяго́ловой привёз лошадь, корову, овечку. Место оказалось очень хорошим. Луга заливные, кругом озёра рыбные. На Оби песок был, где в августе рыба белая поднималась – муксун, нельма, осётр, сырок, костерик тупорылый. За Иготкой поселились здесь и другие. Приехал, в частности и мой дед. Во времена моего детства ещё многие пытались искать этот бочонок с золотом в озере. Озеро, якобы в которое он упал, так и называли «Золотая ямка».М. Ф. Тобольжина (шёшкуп, Иготкино, р. Обь), записала Тучкова Н.А. в г. Томске в 1997 г.
Несколько иная версия В. К. Киргеева:
Основателем деревни был Кирилл Иготка. То ли по его фамилии назвали деревню, то ли по названию деревни дали ему фамилию. В те времена ещё встречались остяки без фамилий. Избёнка его стояла под высокими вётлами. Семья – две дочери да жена. Ни коровы, ни овец, ни лошади не имел. Держал лишь собак, на них зимой ездил и на рыбалку. А однажды загрузил свой скарб в лодку и уплыл на Васюган.В. К. Киргеев (шёшкуп, Иготкино, р. Обь).
А. Ф. Плотников (1901) даёт иную информацию: посёлок был основан «лет 400 тому назад» (возможно, в 1626 г.) выходцами из Берёзова или Сургута. Возможно, что эти сведения были им получены от иготкинцев, покинувших в XIX в. весьма старый (по общим воспоминаниям) пос. Теголово.

### Самоуправление
Иготкино и Тяголово было «своим местом», то есть отдельной землей. Хотя жители Иванкино и жители Иготкино и Тяголово промышляли на одной территории, по рассказам информантов, «язык там был другой». Собрание всех «своих» называлось таклымбку. На собрание собирались только «свои» — чардэ́  — «наша порода». Г. И. Пелих собрала обширный материал по этой теме. Собрание проходило обычно только в одной деревне. Жители юрт Тяголовых собирались вместе с юртами Иготкиными («юрты Иготкины и Тяголовы были вместе [на одной земле]»). Иванкинцы в это собрание не входили.

### Хозяйство
Хозяйственный год обского селькупа складывался из суммы забот, требующих перемещений на значительные расстояния:
Каждый месяц отца был как бы расписан и дома он был редко. Осень. Сено для своего скота и дорожных заготовлено, дворы почищены, укрыты. Скот ещё на улице. Снега нет. В это время отец рыбачит вместе с другими рыбаками в курье, где добывали нельму, муксуна и сырка. Так до 15 октября. Затем возвращается домой и вывозит сено с лугов. С 20 по 30 декабря все наши рыбаки и мой отец уезжали ломать ямы, в которых залегала обская рыба. Ям в нашей округе было четыре: Тайзаковская (самая богатая), Теголовская, Подартельная и Зайкинская. До Рождества старались продать добытую в ямах рыбу и купить продукты (выезжали в русские села). После Рождества уходили в тайгу до марта. Так как вокруг Иготкино не было хороших лесов, то наши охотники уходили в Инкинскую тайгу и в тайгу Матюшкинского мыса. Возвращались в конце марта или начале апреля. Перед половодьем поднимали на повети оставшееся сено, а весь скот уводили на бугры из поймы Оби. В это же время готовили дрова для следующей зимы. Перед самым ледоходом все жители Иготкино ставили чердаки на Оби и каждый день поднимали сети чердака и выбирали рыбу.

Как только Обь очищалась от льда, отец уезжал на Подартельную яму рыбачить, а также ловил пленницами уток. Затем он уезжал в русские сёла, где брал подряд на разную работу: делал обласки, завозни, тянул карнизы или ладил рамы окон. Возвращался обязательно к Петрову дню и начинал готовиться к сенокосу и жировой поре. В жировую пору отец каждый день выезжал ставить переметы на язей, «плавал частушкой» ельцов. Дома женщины из мелкой рыбы готовили порсу, из её внутренностей топили рыбий жир. В это же время шел сенокос, который вели артельно, то есть косили сено все вместе для всех, и только неудобицы каждый хозяин выкашивал сам. После 20 августа всё взрослое население юрты уезжало в Инкинскую тайгу за сбором кедрового ореха (из него готовили кедровое масло). 15 сентября все разъезжались собирать бруснику. Опять наступала ранняя осень и всё начиналось сначала».вспоминает Мария Фёдоровна Тобольжина (шёшкуп, Иготкино, р. Обь, 1915 г.р.), цитата по Тучкова Н.А. Селькупская ойкумена
Рыболовная яма на Оби у юрт Иготкиных славилась особо богатыми уловами. Иготкино относилось к иванкинским рыболовным местам.
С конца XIX в. через юрты Иготкины пролегала зимняя дорога Томск — Инкино — Парабель — Каргасок. В. К. Киргеев в своих воспоминаниях о родном посёлке писал:
Каждую зиму с низовьев Оби через Иготкино тянулись длинные обозы с мороженной рыбой, пушниной, орехом. А из Томска в северные районы везли муку, сахар, ткани. Требовалось много сена лошадям, и каждое лето, как вызревали травы, все, кто мог держать в руках косу, заготавливали сено. Зимой, с наступлением холодов, его подвозили к избам и принимали ямщиков на ночлег. Сено дорожало. У тех остяков, что имели хорошие избы, появились хорошие заработки.Киргеев В.К.

### Язык
Отмечается, что селькупский говор деревень Иготкино и Теголово отличался ото всех прочих. Так, от местных жителей юрт Костенькиных (около устья Чаи) В.А. Дрёмов записал (1965) сведения о том, что в Тяголово и Иготкино говорили по-другому, нежели говорят они, костенькинцы, а в Иванкино «совсем по-другому» (то есть не по-тяголовско-иготкински).
«Когда вышла замуж, не понимала свёкра, не могла найти ведро. Разница языка Иванкино есть даже с [говором] Иготкино и Зайкино».Иткупова Александра Степановна (Иванкино)
«В Тяголово другое наречие. В Иготкино и Тяголово говорят по-верховски».М.Д. Колпашникова

### Верования
В 1961 г. в деревнях Киярово, Иготкино, Иванкино Г. И. Пелих и её студентами (ныне известными этнографами) — Н. А. Томиловым и Н. В. Лукиной были собраны ценные материалы по шаманизму южных селькупов. Их информантами были: А. С. Иткупова, В. Г. Иткупова, М. И. Киярова, Т. А. Кайдалов, М. С. Сагандукова, Р. М. Тобольжин, Е. И. Иженбина.
По словам селькупа Р. М. Тобольжина, родом из д. Иготкино, у местных жителей не было кукол-лозов, так как они были селькупами «немного с русской породой».

### Позднее время
В 1928 году юрты Иготкины состояли из 20 хозяйств. В административном отношении входила в состав Иванкинского сельсовета Колпашевского района Томского округа Сибирского края.
С 1953 году передана в состав Петропавловского сельсовета (в 1963 году переименован в Новогоренский).
В 1960-е годы деревня попала в разряд не перспективных и по планам должна была быть сселена к 1975 году.
Решением № 186 Томского облисполкома от 20 июля 1972 г. в связи с выездом населения деревня Иготкино исключена из учётных данных.

## Население
Коренная селькупская фамилия — Иготкины. Кроме Иготкиных, здесь также жили Тобольжины / Тоболдины, Елеевы / Илеевы, Мыдины, Киргеевы. В 1897 г.: 8 хозяйств — 35 человек жителей. В 1911 г.: 15 хозяйств — 26 селькупов и 25 русских. А. Ф. Плотников в юртах Иготкиных не называет фамилий, а лишь упоминает, что многих фамилий не существует, так как «они все вымерли».
| 1920 | 1926 | 1939 | 1952 | 1959 | 1970 |
| ---- | ---- | ---- | ---- | ---- | ---- |
| 51   | ↗85  | ↗110 | ↘37  | ↗45  | ↘0   |

В 1926 году основным населением юрт были остяки.
Информант этнографов В. П. Медведев, рассказывал, что в 1920—30 гг. в Иготкино оставалось 5–6 семей (по рассказам селькупа Егора Колманакова), а когда он там был сам, то видел 2 дома. Потом эту деревню яром снесло, и получилась старица Иготкина.
В 1940–50 гг. там [в Иготкино] почтовая станция стояла, в деревне всего 2–3 домика оставалось. Иготкино на таком месте стоит, там берег срывает водой. Позже все местные жители в Иванкино переехали.Ю.Ф. Чаршин, селькуп
За период с 1949 г. по 1951 г. в Иготкино оставалось 6 селькупов, за период с 1952 г. по 1954 г. — 5 селькупов. Большинство жителей Киярово, Иготкино, Тяголово, Езенгино, Конерово, Тебеняка были вынуждены переезжать в соседнее Иванкино или уезжали в Колпашево, Тогур.

## Известные уроженцы
Киргеев, Владимир Кузьмич (1924—2017) — первый председатель ассоциации коренных малочисленных народов Севера Томской области «Колта Куп» («Обской человек») (1989—2003), делегат I Съезда коренных малочисленных народов Севера, Сибири и Дальнего Востока РФ в г. Москве.
Гашилов, Аркадий Иванович (род. 1948) — к.ф.н., доцент кафедры уральских языков, фольклора и литературы института народов Севера РГПУ им. А.И. Герцена, преподаватель северноселькупского языка.